# Batalla de Umachiri
La batalla de Umachiri (o de Humachiri) fue el enfrentamiento bélico librado el 11 de marzo de 1815, entre las fuerzas de la Junta Autónoma de Cuzco y las del Virreinato del Perú. Constituyó el punto culminante de la revolución independentista del brigadier Mateo Pumacahua, la victoria realista significó el fin de la rebelión y el apresamiento y ejecución de sus principales líderes.

## Antecedentes

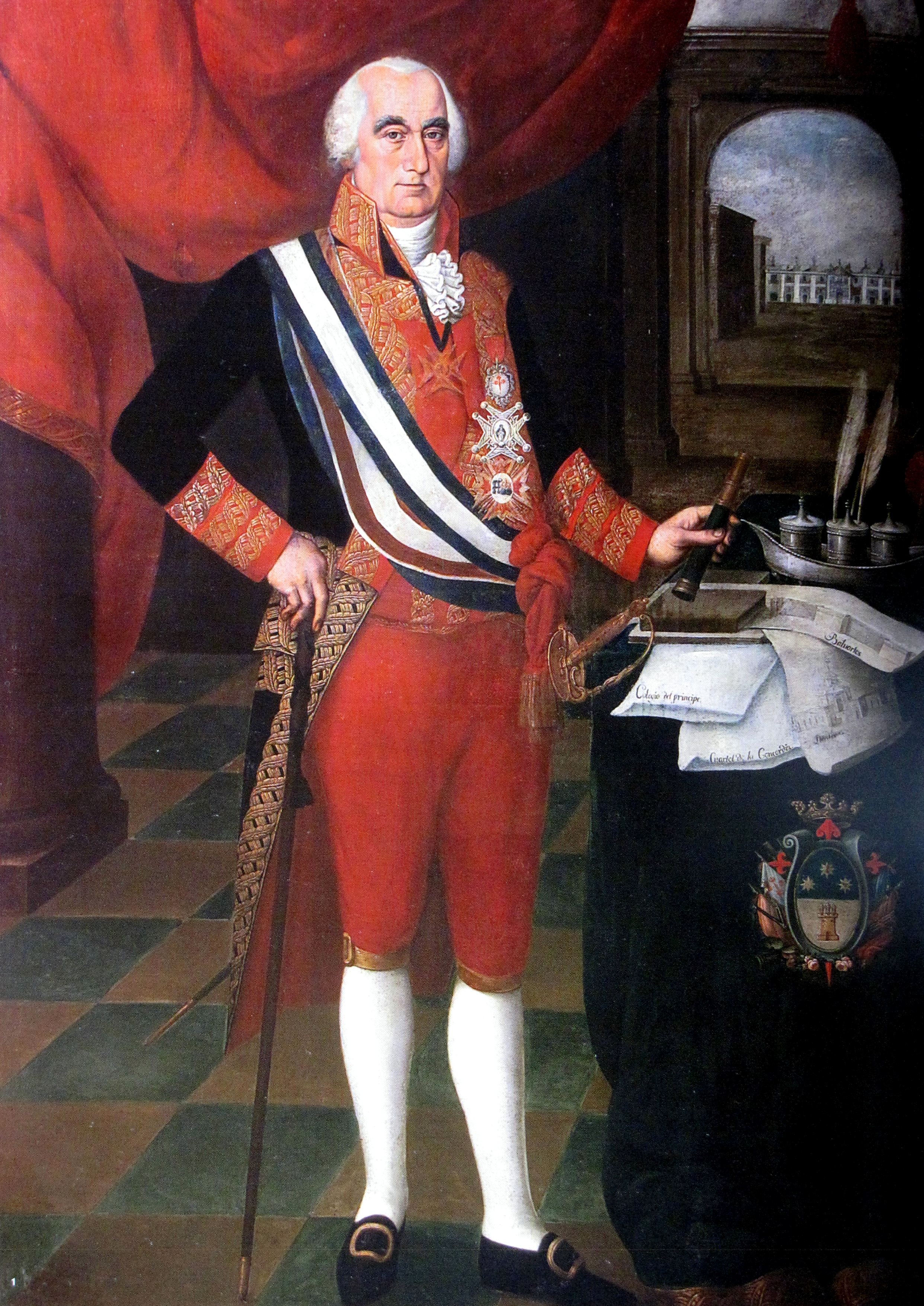
Retrato del virrey José Fernando de Abascal, óleo sobre lienzo por Pedro Díaz, entre 1804 y 1807.

Un día después de su victoria en Chacaltaya, el 2 de noviembre de 1814, los realistas de la división del brigadier Juan Ramírez Orozco entraron en La Paz. Posteriormente, la expedición siguió a Arequipa, ocupándola sin resistencia el 9 de diciembre; la guarnición patriota, al igual que los restos de una expedición fallida a Huamanga, se había unido a los fugitivos de Chacaltaya y la evacuó el 30 de noviembre (los patriotas la capturaron el 12 de noviembre). En la ciudad, Ramírez fue recibido con aclamaciones por el cabildo y el vecindario, pero sus tropas estaban agotadas después de una larga marcha por terreno montañoso. Además, como eran muy pocas, el brigadier no podía usar la fuerza para someter a la región y debió recurrir a comisionados enviados a los diferentes pueblos con proclamas de amnistía a todo aquel que entregara sus armas o cambiara de bando. También fueron entregados dos jefes rebeldes, José Astete y José Chirveches, quienes fueron juzgados y ejecutados. Finalmente, se preocupó de alimentar y conseguir nuevas armas y vestimentas a sus soldados y enviar una vanguardia de 250 soldados organizados en una compañía de veteranos y un cuerpo de caballería a Caylloma para poder vigilar a sus enemigos. Luego dejó como nuevo gobernador al brigadier Pío Tristán.
Después de Chacaltaya, Pumacahua se vio obligado a retroceder por el serio riesgo de quedar aislado de Cuzco, algo que no podía permitirse, o de ser rodeado si fuerzas realistas desembarcaban en la costa. Así, el 5 de diciembre realizó una junta de guerra en Apo decidió retirarse a Cuzco para impedir una concentración enemiga en el sur.
Las medidas antes mencionadas le costaron a Ramírez unos dos meses, tiempo en que se quedó en Arequipa. Durante enero, en Chuquibamba había cada vez más agitación y en Sicuani se reunían 10 000 rebeldes. A la vez, hubo un alzamiento realista en Tinta, donde el teniente coronel Ignacio Ruíz Caro fue vencido y forzado a huir a Arequipa con 40 seguidores. De hecho, el plan patriota era debilitar a las fuerzas realistas usando el clima y la orografía adversas y la necesidad de dejar unidades en las ciudades que tomaba. Al mismo tiempo, los rebeldes usaban su mejor conocimiento del terreno para bloquear los caminos con pequeñas fuerzas mientras atacaban con el grueso de sus fuerzas los cuarteles monárquicos, robando armas y dinero. Finalmente, después del fusilamiento del intendente José Gabriel Moscoso y al mariscal de campo Francisco Picoaga en Sicuani el 1 de febrero (capturados después de ser vencidos en La Apacheta) y siguiendo las órdenes del virrey, el brigadier realista decidió volver a la ofensiva el día 11.
Los monárquicos salieron de Arequipa y en la noche llegaron a Cangallo, donde pernoctaron hasta la mañana para seguir el avance, pero una tormenta los mantuvo inmóviles hasta el 15. En cuanto el clima mejoró llegaron rápidamente a Pati, enterándose de que los patriotas concentraban fuerzas entre Ayaviri y Pucará. Esa misma jornada, Ramírez recibió la orden de Pezuela de volver a Potosí para ayudarlo contra una nueva campaña de los rioplatenses. El brigadier ordenó una junta con sus oficiales y decidieron unánimemente no obedecer la orden, pues si volvían al sur, los rebeldes tomarían Arequipa, Puno y La Paz de nuevo, cortando las comunicaciones entre Lima y el Alto Perú, pudiendo forzar a disolverse al ejército realista aislado y poniendo fin al virreinato. Así, primero acabarían con la rebelión y después ayudarían a Pezuela, decisión que fue informada al general.
El clima nuevamente empeoró y sólo el 19 pudieron reanudar la marcha a Lampa, donde descansaron tres días y se les unió el teniente coronel Lacón con 20 000 pesos. El 28 de febrero, Melgar escribió un oficio (y Vicente Angulo lo firmó) al brigadier, ofreciéndole reconciliación pero este último simplemente le respondió que si se sometía inmediatamente recibirían un indulto. Entre tanto, los patriotas seguían concentrándose a orillas del río Ayaviri, sabedores del avance enemigo. Al día siguiente, los monárquicos llegaron al cauce fluvial, pero lo consideraron imposible de vadear y se movieron al pueblo de Pucará. En esos momentos Pumacahua envió un mensaje a Ramírez exigiéndole su rendición, lo que fue respondido con insultos por el brigadier.

Son UU. muy viles é indecentes para que un general del Rey pierda el tiempo en contestaciones indebidas é indecorosas. Mis bayonetás humillarán la altivoz que á UU. anima (sic).
Contestación de Juan Ramírez Orozco a Mateo García Pumacahua, cuartel general de Pucará, 7 de marzo de 1815.

Durante cuatro días (6 a 10 de marzo) ambos ejércitos marcharon de forma paralela, con los ríos Umachiri y Ayaviri entre ambos. En los días 6 y 7 de marzo, las tropas de Ramírez siguieron marchando por terreno pantanoso bajo fuego de la artillería patriota, especialmente en un camino estrecho donde hubo un tiroteo con una compañía de cazadores hasta que forzaron a los cusqueños a volver a las cumbres. Dándose cuenta de que no había forma de vadear el Ayaviri, el brigadier ordenó construir unas baldas que quedaron listas en la tarde del 8. Entre tanto, los monárquicos también podían notar la llegada de numerosos refuerzos de forma constante al campamento patriota, que fue trasladado a un cuarto de legua, a la falda del cerro que dominaba la pampa, pudiendo aprovechar con su artillería esa posición si es que los realistas intentaban cruzar. Por eso Ramírez ordenó seguir la marcha hasta las cabeceras del río Umachiri buscando algún paso. Los días 9 y 10 tuvieron que atravesar profundos pantanos con el agua hasta la cintura y seguidos de siempre por los rebeldes desde la otra orilla. El día 10, Pumacahua había reconcentrado sus fuerzas a orillas del río Cupi, que estaba crecido por unas lluvias recientes. Al anochecer, los patriotas acamparon en tres campamentos: Pumacahua al frente del campamento realista, Angulo en la rinconada de Chuquibamba y Béjar cerca de Ayaviri.

## Ejército patriota

### Mando, composición y armamento

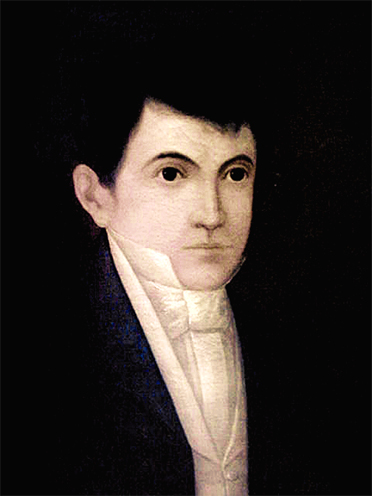
Mariano Melgar, poeta y prócer de la independencia peruana, autor de varios yaravíes.

Las fuerzas rebeldes eran comandadas por el Inca, mariscal o marqués del Perú y teniente general Mateo Pumacahua, el General en Jefe, mariscal de campo y capitán Vicente Angulo, y el auditor de guerra Mariano Melgar.
Pocos hombres tenían pistolas y sables, algunos con granadas de mano que se podían arrojar con hondas, pero la mayoría lanzas, palos, hondas, macanas y lihuis (boleadoras).
La artillería era servida por desertores realistas, veteranos de la campaña en el Alto Perú. Las piezas fueron fundidas en Cuzco por un inglés llamado George. Ramírez lo ignoraba, pero estas piezas, apodadas vivorones, eran de calibre menor a las propias pero de un largo alcance.

### Terreno

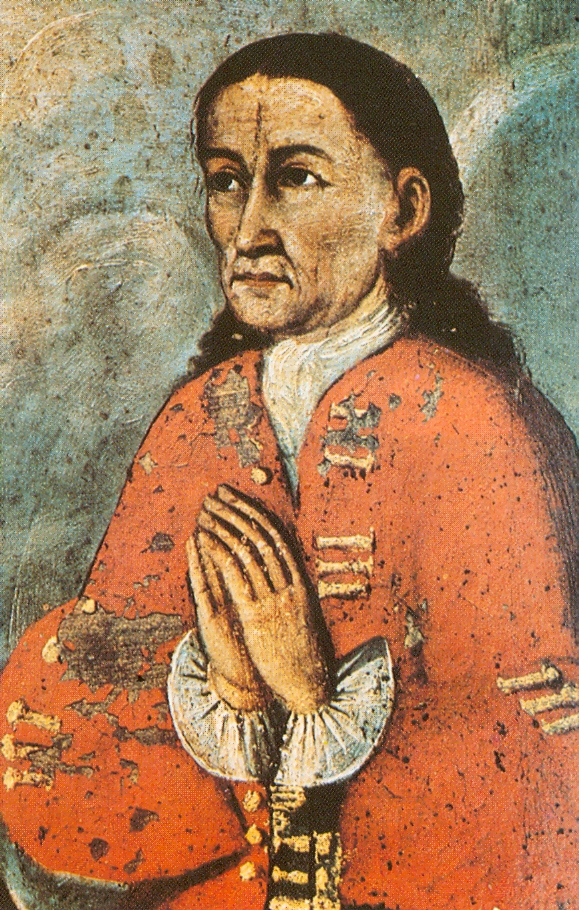
Retrato de Pumacahua, fines del.

### Bajas

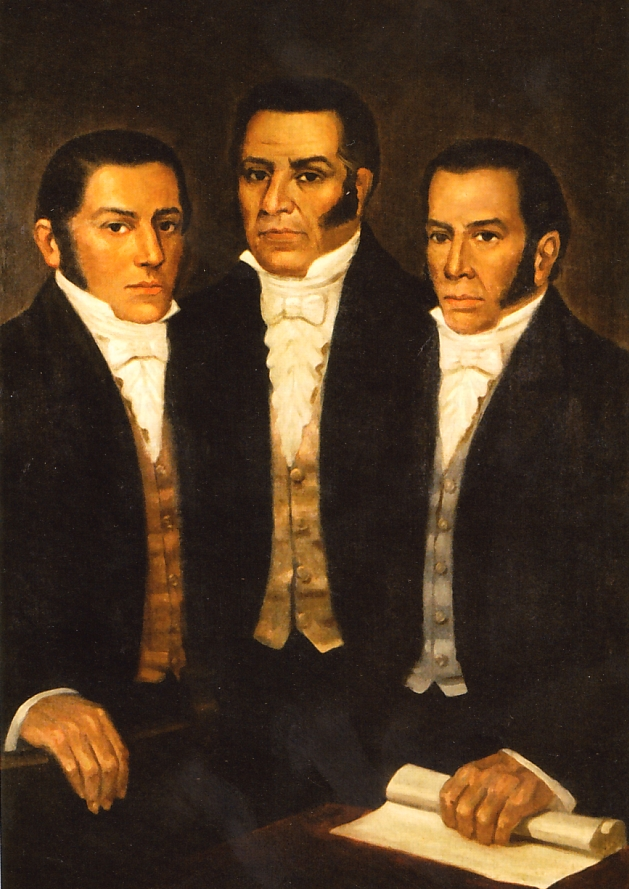
Retrato anónimo del de los hermanos Angulo.